# The Killjoys (britská hudební skupina)
The Killjoys byla britská hudební skupina hrající punk rock a novou vlnu založená v Birminghamu v roce 1976. Původně si říkali Lucy & the Lovers a sestavu tvořili Kevin Rowland (zpěv), Gil Weston (baskytara) a Mark Philips (kytara). V této době skupina hrála hudbu inspirovanou kapelou Roxy Music; když se však ve větší míře začal prosazovat punk, skupina změnila název a přibrala bubeníka Lee Burtona, čímž vznikla původní sestava skupiny The Killjoys. Roku 1977 skupina vydala svůj první a jediný singl „Johnny Won't Get to Heaven“ a o rok později se rozpadla a Rowland s Kevinem Archerem, který v Killjoys hrál ke konci na kytaru, založili skupinu Dexys Midnight Runners.